# 鄭僖公
鄭僖公（？—前566年），又作鄭釐公，姬姓，名髡顽，一名恽，為春秋諸侯國鄭國君主之一，是鄭國第十六任君主。他為鄭成公子，在位5年。因与叔公公子騑政见不合，公子騑朝见郑僖公时郑僖公对公子騑不礼，公子騑大怒，买通郑僖公厨师将郑僖公毒死，一说是公子騑夜里派人杀死郑僖公。
| 前任： 郑君繻 | 春秋鄭國君主 前581年4月—前581年5月 第一次在位 | 繼任： 鄭成公 |
| 前任： 鄭成公 | 春秋鄭國君主 前570年—前566年 第二次在位       | 繼任： 鄭簡公 |